# هاپوپه
هاپوپه (به لاتین: Hapupe) یک منطقهٔ مسکونی در سری‌لانکا است که در استان مرکزی (سری‌لانکا) واقع شده‌است.